# Tourrenquets
Tourrenquets település Franciaországban, Gers megyében. Lakosainak száma 103 fő (2022. január 1.). Tourrenquets Crastes, Miramont-Latour, Mirepoix és Puycasquier községekkel határos.

## Népesség
A település népessége az elmúlt években az alábbi módon változott:
| Lakosok száma | 141  | 126  | 102  | 124  | 121  | 117  | 113  | 111  | 110  | 103  |
|               | 1968 | 1982 | 1990 | 2006 | 2013 | 2015 | 2017 | 2019 | 2020 | 2022 |